# Ethmostigmus rugosus
Ethmostigmus rugosus är en mångfotingart som beskrevs av Haase 1887. Ethmostigmus rugosus ingår i släktet Ethmostigmus och familjen Scolopendridae. Inga underarter finns listade i Catalogue of Life.